# Ivan Ninčević
Ivan Ninčević (Zadar, 27 de noviembre de 1981) es un exjugador de balonmano croata que jugaba de extremo izquierdo. Su último equipo fue el Beşiktaş JK y fue un componente de la selección de balonmano de Croacia.

## Palmarés

### RK Zagreb
- Liga de Croacia de balonmano (5): 2001, 2002, 2003, 2004, 2005
- Copa de Croacia de balonmano (5): 2001, 2002, 2003, 2004, 2005

### Besiktas
- Liga de Turquía de balonmano (3): 2015, 2016, 2017
- Copa de Turquía de balonmano (3): 2015, 2016, 2017
- Supercopa de Turquía de balonmano (3): 2015, 2016, 2017

## Clubes
| Club                     | País        | Año         |
| ------------------------ | ----------- | ----------- |
| RK Zadar                 | Croacia     | 1998 - 2000 |
| RK Zagreb                | Croacia     | 2000 - 2005 |
| HSG Niesetal-Staufenberg | Alemania    | 2005 - 2006 |
| Stralsunder HV           | Alemania    | 2006 - 2009 |
| RK Zadar                 | Croacia     | 2009 - 2010 |
| Füchse Berlin            | Alemania    | 2010 - 2013 |
| HC Dinamo Minsk          | Bielorrusia | 2013 - 2014 |
| Beşiktaş JK              | Turquía     | 2014 - 2017 |